# Zdeněk Chalabala

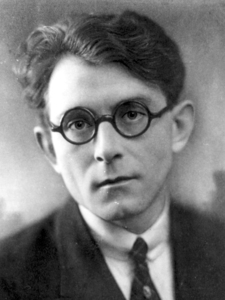
Zdeněk Chalabala

Zdeněk Chalabala (* 18. April 1899 in Uherské Hradiště; † 4. März 1962 in Prag) war ein tschechischer Dirigent.
Chalabala hatte ersten Musikunterricht bei seiner Mutter, einer Amateurpianistin, und begann zunächst ein Philosophiestudium, bevor er am Prager Konservatorium bei Vítězslav Novák studierte. Er setzte seine Ausbildung am Konservatorium von Brünn bei František Neumann fort und besuchte dort die Meisterklasse von Leoš Janáček.
Von 1925 bis 1936 unterrichtete er am Brünner Konservatorium und trat gelegentlich am Staatstheater der Stadt als Dirigent auf. Seine bedeutendste Schülerin war die Komponistin Vítězslava Kaprálová. 1936 holte ihn Václav Talich an das Prager Nationaltheater, wo er bis zur Schließung des Hauses durch die deutschen Besatzer 1944 wirkte.
Nach 1945 hatte Chalabala Engagements in Ostrava, Brünn und Bratislava, bevor er 1953 Chefdirigent des Nationaltheaters wurde. Zwischen 1957 und 1959 leitete er zudem als Gastdirigent Opernaufführungen am Moskauer Bolschoitheater. Auf Schallplatte sind Aufnahmen Chalabalas von allen wichtigen Opern Bedřich Smetanas sowie von Antonín Dvořáks Rusalka sowie von mehreren seiner sinfonischen Dichtungen erhalten.
Er wurde auf dem Vyšehrader Friedhof in Prag beigesetzt.